# Nidamarru
Nidamarru é um dos 46 mandals do distrito de Godavari Ocidental, no estado indiano de Andhra Pradesh. A sede está localizada na cidade de Nidamarru. O mandal faz fronteira com o mandal de Unguturu a ocidente, com o mandal de Bhimadole a sul, com o mandal de Pentapadu e de Ganapavarama a norte, com o mandal de Akividu, e de Undi a oriente.

## Demografia
De acordo com o censo de 2011, o mandal tinha uma população de 47,623 habitantes, em 13,639 agregados familiares. A população total é constituída por 24,011 homens e 23,612 mulheres, com um rácio de 983 mulheres por cada 1000 homens, 4,533 crianças estavam entre a idade de 0 e 6 anos, das quais 2,325 são rapazes e 2,208 são raparigas, com um rácio de 950. A taxa de alfabetização situa-se nos 70.22%, totalizando cerca de 30,257 pessoas, das quais 15,774 são homens e 14,483 são mulheres. Existem dois grupos de pessoas, o Schedule Caste que conta com um total de 6,941 pessoas, enquanto o outro grupo Schedule Tribe é composto por 134 pessoas.

### Labor
No censo de 2011 na Índia, 20,571 pessoas estavam envolvidas em algum tipo de actividade laboral, o que inclui 15,110 homens e 5,461 mulheres. Destas pessoas, 17,367 descreveram o seu trabalho como um trabalho principal, 2,558 como cultivadores e 12,128 declararam trabalhar em algum tipo de trabalho agrícola. 244 declararam trabalhar em casa e 2,437  em outros tipos de trabalho. Destas pessoas, 3,204 são trabalhadores marginais.

## Administração
O mandal é administrado pela assembleia constituinte de Unguturu do Lok Sabha de Eluru.

## Cidades e vilas
De acordo com o censos de 2011, o mandal tem 21 aglomerados populacionais, sendo todos eles vilas. Pedanindrakolanu é a maior e Narasimhapuram é a mais pequena, isto em termos de população.
As vilas do mandal são as seguintes:
1. Adavikolanu
2. Amudalapalle
3. Bavayapalem
4. Buvvanapalle
5. Bynepalle
6. Chanamilli
7. Chinanindrakolanu
8. Devaragopavaram
9. Enikepalle
10. Gunaparru
11. Kakaramilli
12. Krovvidi
13. Mandalaparru
14. Naganamilli
15. Narasimhapuram
16. Nidamarru
17. Pedanindrakolanu
18. Siddapuram
19. Thokalapalle
20. Venkatapuram
21. Vipparthikhandrika

## Educação
O mandal desempenha um importante papel na educação dos estudantes das vilas. A escola primária e secundária é transmitida pelo governo e por escolas privadas, sob o departamento de estado da educação escolar. De acordo com um relatório do ano acadêmico de 2015-2016, o mandal tinha mais de 4,862 estudantes em mais de 52 escolas.